# Khuis
Khuis is een dorp in het district Kgalagadi in Botswana. De plaats telt 897 inwoners (2011).